# 夢幻花 (東野圭吾)
『夢幻花』（むげんばな）は、東野圭吾の推理小説。2013年度の柴田錬三郎賞受賞。

## 概要
PHP研究所刊行の月刊誌「歴史街道」に2002年7月号から2004年6月号まで連載された後、2013年4月15日にPHP研究所から単行本が刊行された。連載から単行本の出版までの期間が長くなったので科学情報が古くなるなどしたが、お蔵入りだけは絶対に避けたいとストーリーに大幅に手を入れ、2011年3月11日の東日本大震災にも触れる内容になっている。
2016年4月7日にPHP文芸文庫版が発売された。

## あらすじ
蒲生蒼太は大阪の大学生で、父の三回忌のため実家に帰省していた。兄の要介は、三回忌よりも仕事を優先して外出しており、蒼太は要介を訪ねてきた秋山梨乃と出会う。要介は職業を偽って梨乃に近づき、ブログに掲載された「黄色い花」の写真をすぐに削除するよう脅迫していた。その真意を探るうち、蒼太は謎の「黄色い花」が、江戸時代に姿を消した幻の花「黄色いアサガオ」であると知る。そして、梨乃の祖父・秋山周治が殺害された事件に「黄色いアサガオ」が深く関わっていると考えた蒼太と梨乃は、共にその謎と事件の解明に乗り出す。
一方、西荻窪署の刑事・早瀬亮介は、息子の裕太を救ってくれた正義感の強い老人・秋山が、自身の所轄で起きた殺人事件の被害者だと知り愕然とする。手掛かりは少ないものの、早瀬は事件を迷宮入りにさせまいと、他の捜査員が別の方向へ捜査を進める中、単独で犯人逮捕を目指す。それぞれの思惑が交錯する中、50年ほど前の陰惨な通り魔事件が浮かび上がってくる。
やがて蒼太は、短い夏のような恋を踏みにじった家族と元恋人の謎、そして幻の花「黄色いアサガオ」を巡る深い闇に辿り着く。

## 登場人物
蒲生蒼太（がもう そうた）
大学院生。東京・木場を離れ、東大阪の駅から少し離れたマンションから大学の物理エネルギー工学第二科（旧原子力工学科）に通う。以前は原子力関連会社への就職が多かったが、震災と原発事故で将来に不安を感じ、原子力とは無関係の会社への就職を考えている。地元の友人・藤村と共に進路に悩む。東京の実家では家族に囲まれていても孤独を感じていた。中学2年の夏、入谷の朝顔市に毎年一家で行くのが恒例で、母に楽しまないと損だと言われ鰻をご馳走になることもあり同行していたが、父と兄が険しい目で朝顔を見ていることに気づき不審に思う。その朝顔市で伊庭孝美と出会い、恋をする。しかし、PCを買ってもらう際に中身を見られるとは言われたものの、実際に父がPCやメールを盗み見て孝美との交際を邪魔し、同じ被害者であるはずの孝美にも一方的に別れを告げられ深く傷つく。そのため、朝顔市には二度と行かなくなる。兄に遠慮しているような母に疑問を持っていたが、小学3年生の時に帰宅した自身の名札を見た近所の靴屋の言葉で、母が再婚で兄とは異母兄弟であることを知る。それでも自分以外の両親と兄の仕打ちに嫌気がさし、干渉されない遠い大学に行こうと決意し、強く反対した母を押し切って大阪の大学に進学した。父方の叔母・綾子に慰められても気持ちは晴れなかった。10年後、殺人事件の被害者の孫娘・梨乃と知り合い、植物専門会社の代表と名乗り根掘り葉掘り聞いた挙句に梨乃を脅迫した要介を知り、警察庁の役人が激怒して要介を電話で詰るのを聞き、梨乃と協力して謎に立ち向かう。事件の真相を追う中で、梨乃の自殺した従兄が作ったバンドで偽名を使い活動する孝美と再会する。その直後、孝美は母の過去を知ったら母が姿を消すと言い、事件は混迷を深める。紆余曲折の末に殺人事件が解決した後、原因の一つが曾祖父にあるという蒲生家三代の「黄色いアサガオ」追跡の実態を知る。
問題の花が何か最初はわからなかったが、昔実家にあったアサガオに関する本で「変化アサガオ」というものを見てアサガオだと気づいた。
秋山梨乃（あきやま りの）
東京・高円寺の女性用マンションで暮らす大学3年生。水泳でオリンピックを目指していたが、突然心因性の発作に襲われ泳げなくなる。その後、父・正隆や母・素子の期待に応えられなかったという自責の念から実家を出てマンションに移る。水泳のことに触れられるのを嫌い、後に事件を通して知り合った蒼太にもヒステリックに当たり散らす。新宿の街を歩いていた時、父方の従兄・尚人の自殺に彼の弟・知基や二人の母親である叔母・佳枝と共に動機がわからず困惑し、祖父・周治が育てている花に癒されブログで花の写真を発表しようと祖父に持ちかけ、定期的に周治の家へ通っていた。2ヶ月後、すぐに萎れる花が咲いたと妙に興奮気味の周治に告げられるが、ブログには掲載しないで欲しいと言われ怪訝に思う。それでも祖父の意思を尊重したが、3週間後に洋菓子を頼まれワッフルを持って訪ねると殺されていた。少しだけ行動力があり口も軽い。孝美の在籍する大学で「テレビの取材」と嘘をつこうとするが、通報される危険性があり蒼太を慌てさせる。祖父を殺した犯人として逮捕された従兄の親友に面会し、トリップしないとまともに作曲できない自分たちは紛い物であり、真の才能を持ちながら逃避していると生前の尚人と同じ無念を抱く雅哉にそう言われる。それを機に、原因不明の精神的問題を抱えつつ再び水泳に挑戦することになる。
秋山周治（あきやま しゅうじ）
梨乃の祖父。3年前から西荻窪で一人暮らしをしている。多くの花を育てながら気ままな生活を送っていたが、何者かに殺害される。死因は窒息死。後ろからウィスキーの瓶で殴り倒され、とどめを刺すために素手で扼殺された。在職中は、当時はまだ存在しなかった青いバラを作る仕事に関わっていたが、その頃の苦い記憶から「人間は嘘をつくが、花は嘘をつかず心を込めれば応えてくれる」というのが口癖だった。娘の子である尚人とその親友・雅哉に渡された種の幻覚作用が尚人を自殺に追いやったことを知り警察に通報しようとしたため、種を失うことを恐れた混乱した雅哉に殺害される。
家庭を顧みず研究に没頭し、妻が体調を崩していることに気づかず、病床に就いた頃には既に手遅れだったが、それでも妻は自身の研究が実を結ぶまではと茶断ちをして夫の成功を祈ってくれていたことを亡くなった後に知る。せめてもの罪滅ぼしに妻の死後は自身も死ぬまでお茶を飲むまいと茶断ちをしており、普段はインスタントコーヒーを飲んでいるため梨乃にはコーヒー好きだと誤解されていた。しかも来客があってお茶を出しても自身は白湯を飲む徹底ぶりだった。日野に「黄色いアサガオ」のメカニズム解明を持ちかけた矢先、悲劇に見舞われた。早瀬の息子を万引きの濡れ衣から救ったことからも正義感の強い人物だが、その正義感が仇になったとも言える事件だった。肉親とそれ以外の人間に対する態度には温度差があり、通報すると告げた際は厳しい口調になっていた。
蒲生要介（がもう ようすけ）
蒼太の13歳年上の腹違いの兄。警察庁の役人。実母は自身を産んで数年後に病死した。ブログに「黄色い花」の写真をアップした秋山梨乃に、架空の会社「ボタニカ・エンタープライズ」の代表と身分を偽って近づき、情報を提供すると嘘をついて画像を削除させ口外しないよう脅迫する。口を閉ざさせれば蒼太は何も知らずに済むと思っていたが、自身への反発から三回忌で帰省していた蒼太の在宅中に梨乃が蒲生家を訪ねて二人が協力し始めたことを後になって知る。義母の両親が犠牲になった「MM事件」の捜査を上層部の命令で断念させられた捜査一課長だった祖父・意嗣の代より、長男にだけは「黄色いアサガオ」撲滅の使命を告げられ、亡き父の死後も監視を続けていた。
加害者側の父と被害者側の母との約束で蒼太には隠蔽することに同意していたが、いずれ問題が起こると感じていた。しかし、蒼太と梨乃が協力するとは全く予想していなかったという甘さがあった。
鳥井尚人（とりい なおと）
梨乃の1歳年上の父方の従兄。梨乃の父・正隆の妹・佳枝の息子。梨乃の2歳年下の従弟・知基がいる。大学を中退してプロを目指していた、人気アマチュアバンド「ペンデュラム」のキーボード。最終的にドラマーの「カズ」橋本一之、ベーシストの「テツ」山本哲也が加わった。自室のマンションの窓から、遺書も残さずに突然飛び降り自殺する。その自殺はコーラで「黄色いアサガオ」の種を摂取したことによる衝動的なものであり、祖父・周治が幻覚作用を見抜いたことで殺害される事件へと発展する。
早瀬亮介（はやせ りょうすけ）
西荻窪警察署の巡査部長。所轄で起きた殺人事件の被害者・秋山周治には、万引きの疑いをかけられた別居中の息子・裕太を助けてもらったことがあった。殺害犯を絶対に捕まえようと、一人で捜査を続ける。別居の原因は自身の不倫。気晴らしに交通課の女性警察官と浮気し、深く関わって金を渡したことが妻にバレてマンションを追い出されて4年が過ぎた。賃貸マンションに住み、今は妻子だけが住むマンションのローン支払いが残っているため、給料の半分以上を渡している。別居の際の取り決めで自身からは息子に会えず、向こうから会いに来てくれなければ会えない。別居の原因が自身の不倫であるため、会いたいと思われないのは当然だと考えている。
捜査に介入してきた警察庁の要介の言動に確固たる目的を感じ取るが、その影響を受けて突如として無関心だった「黄色いアサガオ」のことを梨乃に尋ねたため、彼女と後で話を聞いた蒼太の疑念を招く。事件解決に繋がるかは不明だったが、周治の人となりを知るため手紙のやり取りをしていた裕太にその手紙類を撮影してメールで送ってもらい、周治が愛する妻の供養のために茶断ちをしていたことを知る。要介との取引で周治殺しの犯人に手錠をかけることはできなかったが、犯人逮捕という息子との約束は果たせた。また、問題の「黄色いアサガオ」の鉢植えも日野の手にあることを突き止めた。
蒲生志摩子（がもう しまこ）
蒼太の母。警察官だった蒼太の父・真嗣の後妻。そのため、義理の息子である要介を「要介さん」と呼ぶ。旧姓は日下部。2年前に夫を亡くしている。夫や先妻の子・要介と共に「黄色いアサガオ」のことは蒼太には秘密にし、巻き込むまいとするが、その手段が拘束し踏みにじるようなやり方だったため、蒼太に背を向けられてしまう。実は、「黄色いアサガオ」の幻覚作用が原因で起こった目黒の通り魔事件で両親・日下部真一と和子を失っていた。蒼太が自身の過去や「黄色いアサガオ」のことに近づいていることを知り、要介と相談して蒼太が見たこともない高級なシティホテルの一室に隠れる。説明は要介に任せ、作中では失踪して以降、遂に顔を見せることはなかった。徹頭徹尾、蚊帳の外に置いたことが蒼太を傷つけ苦しめるだけだったと気づかないまま10年を無駄にしてしまう。
蒲生真嗣（がもう しんじ）
蒼太と要介の父、志摩子の夫。警察官。蒼太らの祖父である父・意嗣から「MM事件」と原因になった「黄色いアサガオ」のことを何度も聞かされ、わずか1歳で両親を失い飲み屋で働く志摩子に客を装って近づき親しくなるも、真相を話せないことに罪悪感を抱く。心から志摩子を愛して結婚し、密かに蒲生家の秘密を明かし「黄色いアサガオ」を必ず根絶させると誓った。周治殺しの2年前に膵臓癌で死亡。志摩子との約束で蒼太にだけは秘密にすると決め、関係者である孝美との恋を潰し、プライバシー侵害をして結果的に蒼太に嫌われたまま他界した。思いやりも正義感もある男性だが、蒼太を秘密に近づけまいと必死とはいえ、そのやり方は傲慢だった。
矢口綾子（やぐち あやこ）
蒼太の父方の叔母。父・真嗣の妹。嫁ぎ先は日本橋にある老舗の料亭。昔、蒼太と同じ疎外感を感じて近づくなと言われた「小さな離れ」を覗こうとして叱られたこともあるが、遠い昔のことと気に留めていない。
日野和郎（ひの かずお）
久遠食品研究開発センターの研究者。秋山周治が在籍していた当時の同僚。盗まれたと思われていた「黄色いアサガオ」の鉢植えは、実は生前周治に預かっていた。周治から研究したいと相談されて預かった「黄色いアサガオ」を梨乃が知っており、自身が復活させたと発表すれば周治を殺して盗んだと疑われると苦悩するが、早瀬に突き止められてしまう。花を渡すのは自身の遺伝子分析が終わるまで待ってもらうか、研究機関で解析されるのであれば参加させて欲しいと早瀬に懇願する。その後の経緯は不明だが、早瀬と要介の会話から「黄色いアサガオ」の鉢植えは要介の手に渡ったようだ。
大杉雅哉（おおすぎ まさや）
人気アマチュアバンド「ペンデュラム」のボーカルとギター担当。鳥井尚人と出会ってから、二人でプロを目指すようになった。しかし、プロのアーティストである工藤アキラから「黄色いアサガオ」の種を与えられてトリップし、そのおかげで素晴らしい曲を作っていたため、少なくなった種を増やしてもらおうと周治に頼んだ。ところが、尚人の死が種の幻覚作用によるものと知った周治に警察に通報すると言われ、音楽活動ができなくなることを恐れて衝動的に殺害してしまう。逮捕後、東京拘置所で弁護士を通して面会に来てくれた梨乃と知基に彼らの祖父を殺したことを謝罪し、尚人が生前「梨乃は才能があるのに無駄にしている。泳ぐことは才能がある者の義務だ。何の義務も与えられていないことがどんなに虚しいか梨乃はわかっていない」と言っていたことを打ち明け、梨乃が再び水泳に挑戦するきっかけとなる。
伊庭孝美（いば たかみ）
蒼太の初恋の人。台東区東上野にある「伊庭医院」の院長の孫娘。元々は名古屋出身で、名古屋に単身赴任した婿養子の父がいる。くも膜下出血で亡くなった祖父の意向で薬剤師になった母スミコと同じく慶明大学薬学部に進み、生理学研究室に在籍。蒲生家とは別に「黄色いアサガオ」の撲滅を使命とする伊庭家の一員。危険性を知る医学者の末裔であるため、祖父と母に蒼太を巻き込まないようにと諭されて別れた。その後、工藤アキラが「黄色いアサガオ」の種を入手して取り巻きにばら撒いていることを知り、出所を突き止めて根絶しようと「白石景子」という偽名でバンドに尚人の後任キーボードとして潜入するが、蒼太と再会して身元が工藤にバレることを恐れて姿を消した。蒼太の母・志摩子と同じホテルに隠れていたが、事件解決後、裏の事情を知った蒼太に改めて会い、昔の突然の別れの理由を語った。
田原昌邦（たはら まさくに）
歯科医師。家業の歯科医院を継いだが、本職はアサガオの育種家だと自負している。アサガオと文化について綴った『東京と朝顔』という本を執筆・出版している。自身がアサガオに興味を持つきっかけになった父方の叔父に「黄色いアサガオは禁断の花。どんな花を咲かせてもいいが、黄色いアサガオだけは追いかけるな。あれはムゲンバナ、追い求めると身を滅ぼす夢幻の花だ」と忠告され、日野に紹介されて訪ねた蒼太と梨乃にも叔父の言葉を語った。実は日野には、幻の花「黄色いアサガオ」に懐疑的な自身の考えを利用され、説得力のある言葉で「黄色いアサガオ」は存在しないと説得して二人が、特に梨乃が花のことを忘れ去ってくれればという意図があった。
田中和道（たなか かずみち）
マリリン・モンローの熱狂的なファン。50年ほど前、モンローの死にショックを受け、たまたま自宅の庭で育てていた「黄色いアサガオ」の種による幻覚作用で精神錯乱を起こし、8人の死傷者を出す事件を起こした挙句に自殺した。亡き後、女手一つで育ててくれた母親は同じ集落の人々を避けるようになった。
工藤アキラ（くどう あきら）
往年のアーティスト。ライブハウス「KUDO’s land」のオーナーで、千葉県勝浦市に別荘を持つ。取り巻きに麻薬などをばら撒いてトリップすることがあり、今回の「西荻独居老人宅強盗殺人事件」と名付けられた秋山周治殺しという悲劇の発端になった。田舎暮らしに憧れ、自然に囲まれていて周囲を気にせず大きな音を出せ、近くにゴルフ場がある古民家を探し、理想的な勝浦の別荘を手に入れた。それが田中の自宅であり、天井裏から発見した種が幻覚作用を持っていることを知り、尚人と雅哉にも与えた。要介との取引で種を全て渡す。

## 用語
夢幻花（むげんばな）
追い求めると身を滅ぼす花の異称。また、幻覚作用を有しながらも一般には観賞用の植物としか認識されていない植物に対する農学者の隠語。
黄色いアサガオ
葉も触手のように四方八方に広がるやや捻じれた鮮明で濃い黄色の花も異様に細長くてグロテスクな印象があり、一見するとアサガオには見えない。突然変異を起こしやすい「変化アサガオ」の一種。確認できるだけで江戸時代に遡る。強力な幻覚作用を有しており、回収して世間一般には絶滅したかに見えたが、江戸末期、活用すべく幕府の監視下で厳重に管理・栽培を行っていた。幕府が倒れて計画は頓挫したが、明治維新政府により続行された。警察捜査の自白剤として転用しようと蒼太の曽祖父を含めた内務省の上層部の発案で医学者・伊庭に研究を依頼したが、被験者の中に凶暴化したり自殺を図る等、精神に作用する形がばらついて危険性が高すぎて栽培も中断された。しかし、伊庭家から持ち出されて離散してしまう。当初は蒲生家と伊庭家はそれぞれ別個に根絶しようとしていたが、ある時期より協力して活動するようになった。
西洋アサガオの中には幻覚作用のあるリゼルグ酸アミドを含むものもあるが、このアサガオは西洋アサガオの数十倍である。
KUDO’s land
尚人と雅哉が通うライブハウス。オーナーは工藤アキラ。
MM事件
50年前、1962年9月5日午前7時頃、モンローの死にショックを受けたファンの田中和道が起こした事件。「黄色いアサガオ」の種の幻覚作用で錯乱し、目黒の住宅街で日本刀を振り回して8人を死傷させて田中は自殺した。被害者は68歳の男性・井上昭典、38歳の女性・井上美子、45歳の女性・山本京子、32歳の男性会社員・日下部真一（志摩子の父）、25歳の女性で真一の妻・和子（志摩子の母）。唯一の生存者は当時1歳だった蒲生志摩子だけだった。
茶断ち
一定期間、茶を飲まないこと。物事の成就のために願掛けしたときなどに、その誓いとして行う。秋山周治の亡き妻が研究に没頭する夫のために行っており、その死後は周治が妻のためにお茶を断っていた。

## 書籍情報
- 単行本：PHP研究所、2013年4月15日[2] ISBN 978-4-569-81154-3
- 文庫本：PHP文芸文庫、2016年4月7日[4] ISBN 978-4-569-76560-0